# José Ramón Rodríguez Gómez
José Ramón Rodríguez Gómez (Huelva, España, 17 de julio de 1987), conocido como José Ramón, es un futbolista español que jugaba en la posición de guardameta.

## Clubes
| Club                                  | País   | Año       |
| ------------------------------------- | ------ | --------- |
| Real Club Recreativo de Huelva        | España | 2006-2008 |
| Cultural y Deportiva Leonesa (cedido) | España | 2007-2008 |
| Real Club Celta de Vigo "B"           | España | 2008-2009 |
| Écija Balompié                        | España | 2009-2010 |
| Club Deportivo San Roque de Lepe      | España | 2010-2012 |
| Sociedad Deportiva Noja               | España | 2013      |
| Lucena Club de Fútbol                 | España | 2013-2014 |
| Barakaldo Club de Fútbol              | España | 2014-2015 |
| Club Deportivo Calahorra              | España | 2015-2017 |